# Poitín

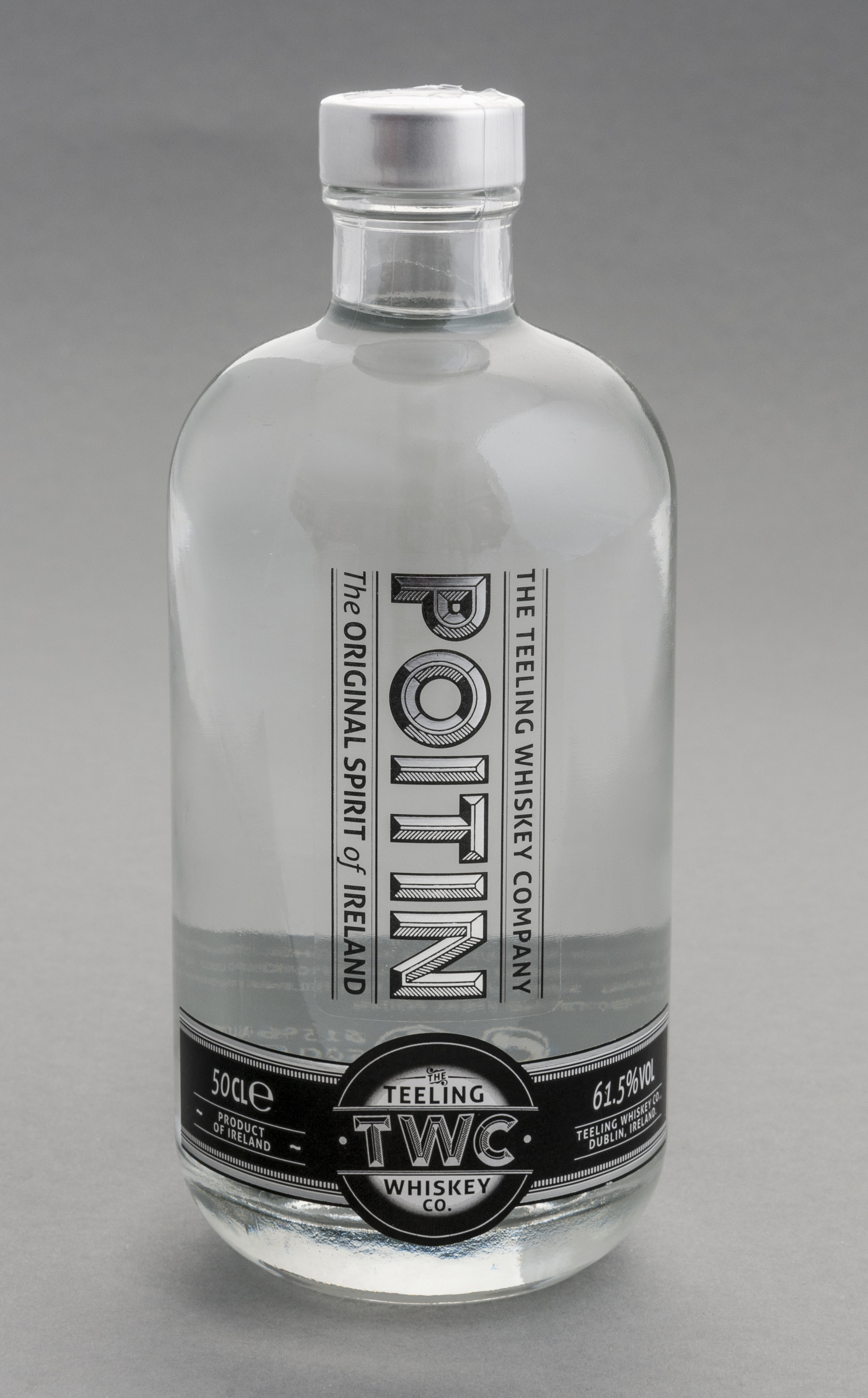
Láhev poitínu dostupného na irském trhu

Poitín nebo také potcheen je alkoholický nápoj vyráběný v Irsku destilací kvasu z brambor, obilí nebo cukrové řepy. Název pochází z irského výrazu pota označujícího měděný kotel, pod nímž se topí rašelinou. Obsah etanolu může dosáhnout až více než 90 %.
První písemná zmínka o poitínu pochází z roku 1556. V roce 1661 zavedl král Karel II. Stuart vysoké daně na pálení kořalky, od té doby se začala v Irsku rozlišovat oficiálně prodávaná whiskey a poitín, který se vyráběl ilegálně podomácku. Teprve v roce 1989 byla povolena průmyslová výroba poitínu na export a od roku 1997 se smí tento destilát prodávat i v irských obchodech. Od roku 2008 má irský poitín chráněné označení původu.
Poitín je jako národní symbol Irů opěvován v mnoha písních a básních, v roce 1978 natočil Bob Quinn první irsky mluvený film Poitín, odehrávající se v prostředí provozovatelů černých pálenic v kraji Connemara.